# Jan Argiropul
Jan Argiropul również Argyropulos (ur. ok. 1415, zm. w 1487) – uczony i filozof bizantyński działający na terenie Włoch.

## Życie
W kulturze renesansowego humanizmu wielką rolę odgrywały badania nad językiem greckim, w XV wieku jednak dopiero rozpoczynano je na szerszą skalę. Wielką pomocą w ich rozwoju był napływ uczonych bizantyńskich spowodowany naporem tureckim na ziemie zamieszkane przez Greków i upadkiem Cesarstwa Bizantyńskiego. Jednym z wielu greckich uczonych, którzy przybyli wtedy do Włoch, był Jan Argiropul.
Argiropul urodził się w 1415 roku w Konstantynopolu. Studiował w Padwie. W latach 1448–1453 z inicjatywy cesarza Konstantyna XI wykładał na uniwersytecie w Konstantynopolu. Po upadku Konstantynopola podróżował po Grecji, Włoszech i Francji. W latach 1457–1471 dzięki poparciu Kosmy Medyceusza wykładał filozofię grecką w Akademii florenckiej. W latach 1471–1477 przebywał w Rzymie na zaproszenie papieża Sykstusa IV, z którym razem studiował w Padwie. Pomiędzy rokiem 1477 a 1481 ponownie wykładał we Florencji filozofię na zaproszenie Wawrzyńca Medyceusza. Ostatnie lata życia spędził w Rzymie, gdzie zmarł z powodu choroby w 1487 roku.
Współpracował z florenckim środowiskiem humanistycznym, poszerzał często jeszcze słabą znajomość greki wśród włoskich uczonych. Do jego najbliższych współpracowników należeli zwłaszcza Angelo Poliziano i Cristoforo Landino.

## Twórczość
Argiropul był zwolennikiem unii florenckiej i napisał traktat o pochodzeniu Ducha Świętego (wyd. w 1652 roku w Rzymie, PG 158, 991-1008). Jest też autorem pism oratorskich, filozoficznych i listów. Szczególnie znany jest jako tłumacz Etyki nikomachejskiej Arystotelesa, Isagoge i Peri psyches Porfiriusza. Zrewidował też przekłady innych pism Arystotelesa. Arystotelesem interesował się głównie jako historyk i filolog. Filozoficznie bliższy był platonizmowi. We wstępie do Porfiriusza odnowił platońską teorię idei, przypisując im niezależne od rzeczy realnych istnienie.
Jego filozofia postrzegana jest często jako prekursorska wobec renesansowego neoplatonizmu, kultu Platona, który później rozwinął szczególnie Marsilio Ficino.